# Kinga Głyk
Kinga Głyk é uma baixista e compositora de jazz polonesa. Głyk é filha de Irek Głyk, intérprete de vibrafone. 

## Carreira
Desde os doze anos, apresenta-se com seu pai e irmão (bateria) na banda familiar Głyk P.I.K. Trio. Aos 18 anos, gravou seu primeiro álbum solo, "Registration". Depois de apresentações com seu próprio trio em 2016, no festival Jazzopen Stuttgart e no Festival da Jazz de São Moritz, lançou seu segundo álbum, "Happy Birthday", uma gravação ao vivo no Teatro Ziemi, de Rybnik.
Sua fama cresceu à medida em que seus vídeos (a começar por um cover de "Tears in Heaven" de Eric Clapton) foram vistos milhares de vezes no YouTube. Segundo o Heute Journal, é considerada como "a grande esperança do jazz europeu". Em 2017, lançou seu terceiro álbum, "Dream" (Warner), que foi gravado com um quarteto internacional, incluindo o saxofonista Tim Garland, o pianista Nitai Hershkovits e o baterista Gregory Hutchinson.

## Discografia
- 2015 - Registration
- 2016 - Happy Birthday
- 2017 - Dream
- 2019 - Feelings (Warner Music)
- 2024 - Real Life (Warner Music)